# Éliette Abécassis
Éliette Abécassis (Estrasburg, França, 27 de gener de 1969) és una escriptora i professora de filosofia francesa.
Filla d'una família jueva sefardita d'origen marroquí, va estudiar a l'École Normale Supérieure, i es va llicenciar en Filosofia a la Facultat Enri IV de París.
El 1996 publica la seva primera novel·la Qunram, una novel·la policíaca metafísica, on un jove jueu ortodox investiga sobre uns misteriosos homicidis relacionats amb la desaparició de manuscrits del Mar Mort. Té un èxit immediat. Se'n venen més de 100.000 exemplars i el llibre és traduïda en 18 idiomes. Un any després publica L'or i la cendra i comença a impartir classes de filosofia a la facultat de Caen.
El 1998 es trasllada durant 6 mesos al barri ultraortodox de Mea Shearim a Jerusalem, per escriure el guió de Kadosh, una pel·lícula israeliana d'Amos Gitai que va ser nominada al Festival Internacional de Cinema de Canes per al millor guió. En aquesta història es va inspirar per a la seva novel·la La repudiada (2000). També col·labora habitualment amb diaris com Le Monde des Religions, Le Figaro littéraire o Elle.
Com a assagista va escriure sobre l'origen del mal i l'homicidi a Petite Métaphysique du meurtre (1998), sobre les dones d'avui a Le Corset invisible (2007), amb Caroline Bongrand, i La novia Sefardí (2011), l'heroïna de la qual se submergeix en una recerca existencial que el condueix al món dels jueus sefardites del Marroc.

## Publicacions
- Qumran (1996)
- L'Or et la Cendre (1997)
- Petite Métaphysique du meurtre (1998)
- La Répudiée (2000)
- Le Trésor du temple (2001)
- Mon père (2002)
- Clandestin, 2003
- La Dernière Tribu (2004)
- Un heureux événement (2005)
- Le Corset invisible (2007)
- Le Livre des passeurs, amb Armand Abécassis (2007)
- Mère et Fille, un roman (2008)
- Sépharade (2009)
- Le Messager, avec Mark Crick (2009)
- Une affaire conjugale (2010)
- Et te voici permise à tout homme (2011)
- Le Palimpseste d'Archimède (2013)
- Un secret du docteur Freud (2014)
- Alyah (2015)
- Le Maître du Talmud (2018)
- L'Envie d'y croire ; journal d'une époque sans foi (2019)
- Nos rendez-vous (2020)
- Instagrammable (2021)
- La Transmission (2022)